# Bonusfamiljen
Bonusfamiljen is een Zweedse dramedy die van start ging in 2017 op de SVT. De serie is ook via Netflix te bekijken.

## Verhaallijn
De serie draait rond de twee hoofdpersonages Lisa en Patrik, een nieuw koppel van in de dertig. Lisa heeft zopas haar man verlaten voor Patrik, die al eerder gescheiden was. Lisa heeft een tienerdochter en een zoon van tien jaar met Martin en Patrik heeft een zoon van tien jaar met zijn ex Katja.

## Rolverdeling

### Hoofdrollen
Legenda
 = Hoofdrol
 = Bijrol
 = Gastrol
 = Geen rol
| Vera Vitali      | Lisa Johansson   | 10 | 10 | 10 | 8 | 38 |
| Erik Johansson   | Patrik           | 10 | 10 | 10 | 8 | 38 |
| Fredrik Hallgren | Martin           | 10 | 10 | 10 | 8 | 38 |
| Frank Dorsin     | Eddie            | 10 | 10 | 10 | 8 | 38 |
| Jacob Lundqvist  | William          | 10 | 10 | 8  | 8 | 36 |
| Amanda Lindh     | Bianca           | 10 | 10 | 8  | 6 | 34 |
| Marianne Mörck   | Birgitte (Bigge) | 10 | 8  | 9  | 5 | 34 |
| Petra Mede       | Katja            | 10 | 10 | 10 |   | 30 |
| Ann Petrén       | Ylva             | 10 | 7  | 7  | 5 | 29 |
| Johan Ulveson    | Jan              | 10 | 7  | 5  | 3 | 25 |
| Barbro Svensson  | Gunvor (Gugge)   | 10 | 7  |    |   | 17 |

### Bijrollen
| Acteur                   | Personage           |
| ------------------------ | ------------------- |
| Martin Luuk              | Filip Kron          |
| Leo Razzak               | Sebastian ("Sebbe") |
| Felix Engström           | Micael Schmidt      |
| Niklas Engdahl           | Henrik              |
| Ida Engvoll              | Therese ("Tessan")  |
| Dakota Trancher Williams | Matteo              |
| Dragomir Mrsic           | Branco              |
| Regina Lund              | Emma                |